# Когон
Когон (енгл. Coggon) град је у америчкој савезној држави Ајова. По попису становништва из 2010. у њему је живело 658 становника.

## Демографија
Према попису становништва из 2010. у граду је живело 658 становника, што је -87 (-11.7%) становника више него 2000. године.
| Група             | 2000.       | 2010.       |
| Белци             | 741 (99,5%) | 653 (99,2%) |
| Афроамериканци    | 0 (0,0%)    | 1 (0,2%)    |
| Азијати           | 1 (0,1%)    | 0 (0,0%)    |
| Хиспаноамериканци | 3 (0,4%)    | 3 (0,5%)    |
| Укупно            | 745         | 658         |